# Klagenfurt

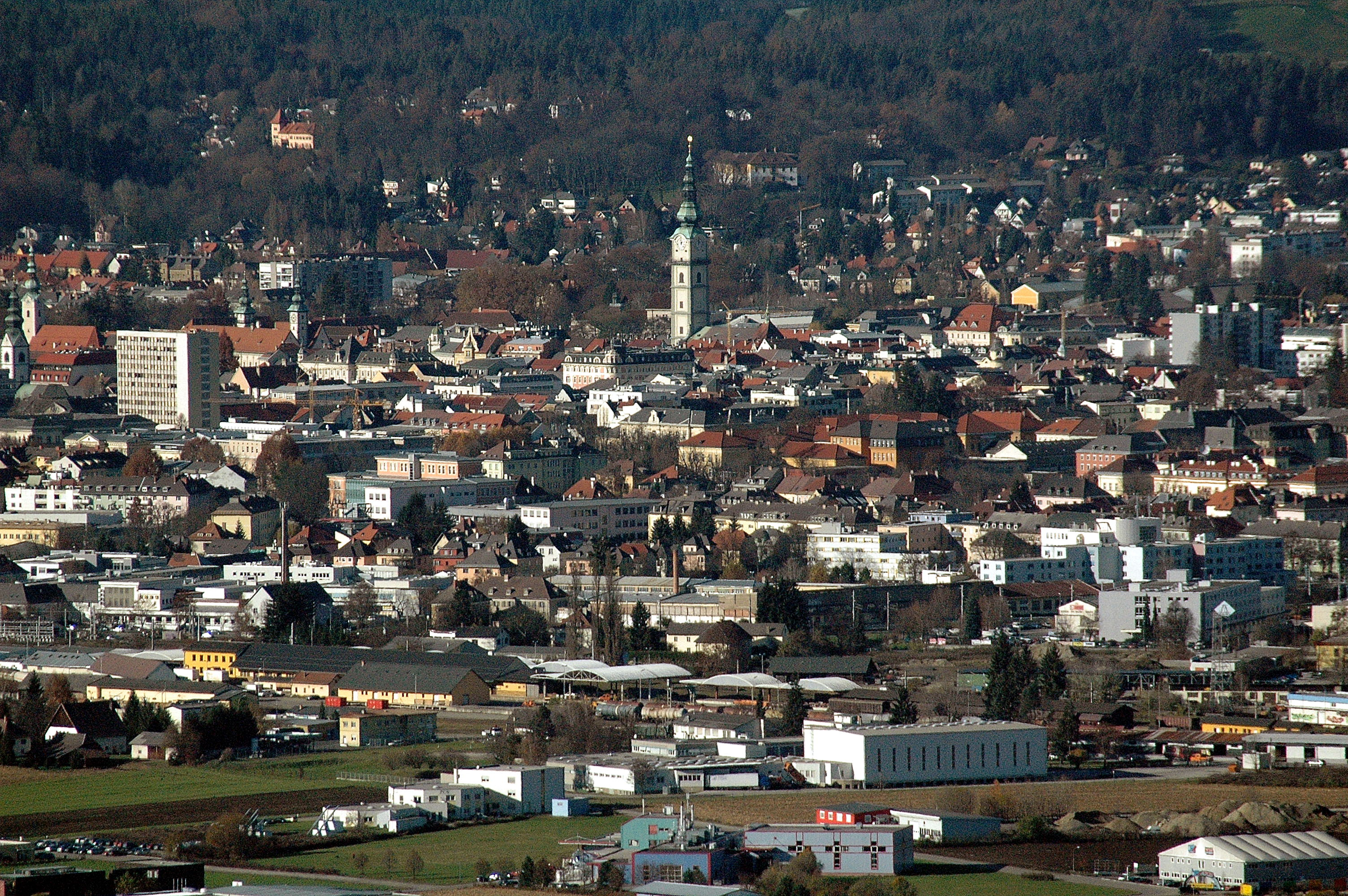
Vy över Klagenfurt.

Klagenfurt, officiellt Klagenfurt am Wörthersee, (slovenska: Celovec ob Vrbskem jezeru) är huvudstaden i förbundslandet Kärnten i Österrike. Det officiella namnet ändrades 2007 från Klagenfurt till Klagenfurt am Wörthersee. Den har  104 866 invånare (2024) och är Österrikes sjätte största stad.

## Historia
Klagenfurt omtalas första gången omkring 1195 och erhöll stadsrättigheter omkring 1270. 1518 blev Klagenfurt huvudstad i Kärnten. Tack vare sitt läge vid handelsvägen genom Loiblpasset fick Klagenfurt ett ekonomiskt uppsving under 1500 till 1700-talet. År 1787 blev Klagenfurt ett biskopssäte. Efter första världskriget blev Klagenfurt med kringområde föremål för tvist mellan Österrike och Jugoslavien, då Jugoslavien erhöll området ockuperat en tid. 1920 hölls en omröstning där en stark majoritet röstade för stadens anslutning till Österrike.

## Indelning
Kommunen är indelad i 15 distrikt: (inom parentes invånarantal 1 januari 2024):

- 1:Innere Stadt (472)
- 2:Innere Stadt (732)
- 3:Innere Stadt (938)
- 4:Innere Stadt (711)
- 5:St.Veiter Vorstadt (4 273)
- 6:Völkermarkt.Vorst. (5 001)
- 7:Viktringer Vorstadt (3 384)
- 8:Villacher Vorstadt (8 425)
- 9:Annabichl (11 514)
- 10:St. Peter (21 224)
- 11:St. Ruprecht (7 332)
- 12:St. Martin (22 196)
- 13:Viktring (10 274)
- 14:Wölfnitz (5 818)
- 15:Hörtendorf (2 572)

## Kommunikationer
Klagenfurts flygplats ligger cirka 4 kilometer från stadens centrum.

## Kända personer
Skådespelaren Danny Nucci samt författarna Robert Musil, Ingeborg Bachmann och Peter Handke är födda och uppvuxna i staden.

## Sport
Triathlontävlingen Ironman Austria hålls årligen i Klagenfurt. Tävlingen är känd för att vara en av världens snabbaste.